# Frédéric Pietruszka
Frédéric Pietruszka,né le 13 mai 1954 à Villecresnes, est un escrimeur français. Membre de l'équipe de France de fleuret, il est à plusieurs reprises médaillé lors des Jeux olympiques et des championnats du monde. Il est, de 2005 à 2013, le président de la Fédération française d'escrime.

## Biographie
Frédéric Pietruszka est durant sa carrière sportive membre du cercle d'escrime de Melun (CEM).
Directeur marketing d'Adidas France, il est élu le 20 mars 2005  président de la Fédération française d'escrime, succédant à Pierre Abric (qui ne se représente pas après plus de vingt ans de présidence). Frédéric Pietruszka est réélu pour un second mandat en 2008. Toutefois, en 2013, il subit une lourde défaite face à Isabelle Spennato-Lamour élue à près de 80%. Il a été nommé secrétaire général de la Fédération internationale d'escrime par Alisher Usmanov.

## Palmarès
- Jeux olympiques
  -  Médaille d'or au fleuret par équipe aux Jeux olympiques d'été de 1980 à Moscou aux côtés de Philippe Bonnin, Bruno Boscherie, Didier Flament et Pascal Jolyot.
  -  Médaille de bronze au fleuret par équipe aux Jeux olympiques d'été de 1984 à Los Angeles aux côtés de Marc Cerboni, Patrick Groc, Pascal Jolyot et Philippe Omnès.
  -  Médaille de bronze au fleuret par équipe aux Jeux olympiques d'été de 1976 à Montréal aux côtés de Didier Flament, Christian Noël, Daniel Revenu et Bernard Talvard.
  - 4e place au fleuret individuel aux Jeux olympiques d'été de 1984

- Championnats du monde
  -  Champion du monde de fleuret par équipe en 1975.
  -  Vice-champion du monde de fleuret par équipe en 1978.
  -  Vice-champion du monde de fleuret par équipe en 1982.
  -  Médaille de bronze au fleuret par équipe en 1974.
  -  Médaille de bronze au fleuret individuel en 1974.

- Championnats de France 
  -  Champion de France en 1978
  -  Champion de France en 1981
  -  Champion de France en 1983

## Activité professionnelle
À l'origine professeur de français dans les années 1980, Frédéric Pietruszka poursuit sa carrière professionnelle chez Adidas jusqu'en 2007.
Il crée une société de conseil en investissement dans le sport : Sport Prime.